# Kanton Limoges-Panazol
Der Kanton Limoges-Panazol war von 1973 bis 2015 ein französischer Wahlkreis im Arrondissement Limoges, im Département Haute-Vienne und in der Region Limousin; sein Hauptort war Limoges.

## Gemeinden
Der Kanton umfasste vier Gemeinden und einem Teil der Großstadt Limoges (angegeben ist hier die Gesamteinwohnerzahl der Stadt. Im Kanton lebten etwa 3.000 Einwohner von Limoges).
| Gemeinde             | Einwohner Jahr | Fläche km² | Bevölkerungsdichte | Code INSEE | Postleitzahl |
| -------------------- | -------------- | ---------- | ------------------ | ---------- | ------------ |
| Aureil               | 972 (2013)     | 10,17      | 96 Einw./km²       | 87005      | 87220        |
| Feytiat              | 6139 (2013)    | 25,32      | 242 Einw./km²      | 87065      | 87220        |
| Limoges              | 135.098 (2013) | –          | – Einw./km²        | 87085      | 87280        |
| Panazol              | 10.560 (2013)  | 20,05      | 527 Einw./km²      | 87114      | 87350        |
| Saint-Just-le-Martel | 2650 (2013)    | 31,7       | 84 Einw./km²       | 87156      | 87590        |